# Leftwich
Leftwich är en ort i civil parish Northwich, i distriktet Cheshire West and Chester, i grevskapet Cheshire, i England. Leftwich var en civil parish 1866–1936 när blev den en del av Davenham, Hartford och Northwich. Civil parish hade 1 021 invånare år 1931. Byn nämndes i Domedagsboken (Domesday Book) år 1086, och kallades då Wice.